# Microgadus tomcod
Microgadus tomcod ist ein Fisch aus der Familie der Dorsche. Die Art ist in Küstengewässern der nordamerikanischen Ostküste, vom US-Staat Virginia im Süden bis hin zur südlichen kanadischen Labradorküste inklusive des Sankt-Lorenz-Stroms heimisch.
Im Verbreitungsgebiet wird die Art auf Englisch Atlantic tomcod, frostfish oder winter cod genannt. Ihre französischen Trivialnamen lauten Poulamon atlantique, Poisson des chenaux, Loche, Petite morue und Poisson de Noël.

## Merkmale

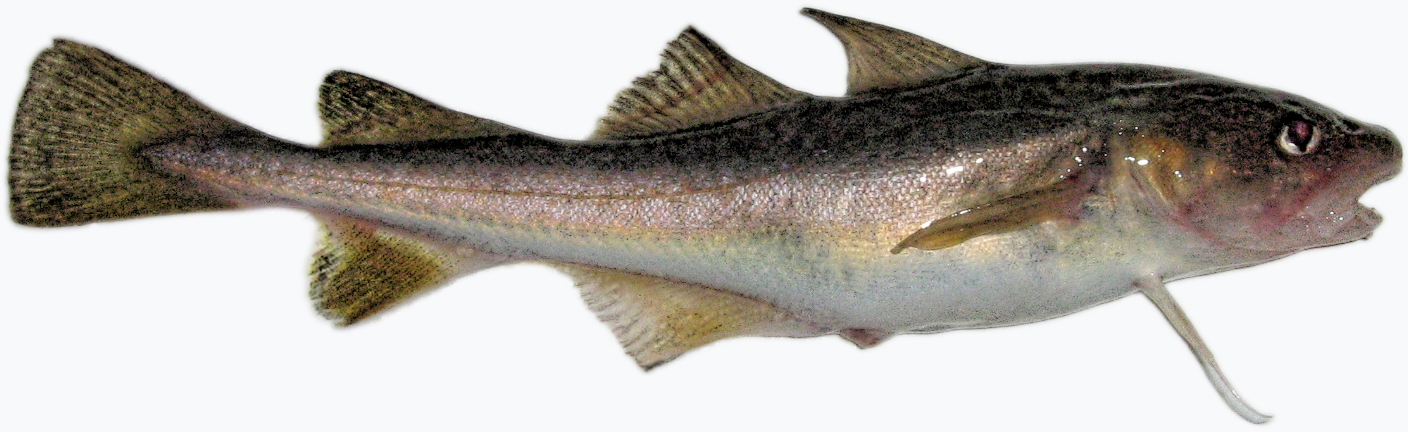
Microgadus tomcod

Das Aussehen dieses Fisches ähnelt anderen Dorschen: Er besitzt drei Rückenflossen und eine Bartel am Unterkiefer. Die Körperfärbung besteht aus braunen und olivbraunen Tönungen, der Bauch ist heller und hellgrau. Die Haut trägt kleine Schuppen und dunkle Flecken. Die größte dokumentierte Länge eines Exemplars beträgt 38,1 cm.

## Verbreitungsgebiet
Der Lebensraum der Art liegt in der Nearktis. Die Tiere bewohnen die Küstengewässer der nordamerikanischen Ostküste, ohne dabei in besonders große Tiefen vorzustoßen: Nachgewiesen sind sie bis in 69 Metern Tiefe. Am weitesten südlich findet man sie vor Virginia, nordwärts erreichen sie kanadische Gewässer vor Labrador. Die Art prosperiert auch im Brackwasser und besiedelt Süßwasser, sodass sie zur Fauna des Sankt-Lorenz-Stroms gehört und auch in manchen Seen ohne Zugang zum Meer vorkommt.

## Ernährung
Die nahe dem Meeresboden lebende (demersale) Art ernährt sich von kleinen Tieren. Krebstiere bilden einen wichtigen Bestandteil des Speiseplans, gleichfalls werden auch Würmer und Kleinfische wie Stinte und Heringe gefressen.

## Fortpflanzung
Das Laichen erfolgt im Winter über sandigem oder kiesigem Boden, die Eier sinken zu Boden und haften am Substrat. Als Gewässer werden dafür hauptsächlich gezeitenbeeinflusste Flüsse und Flussmündungen, manchmal auch Orte weit stromaufwärts genutzt. Die Vermehrung erfolgt in Süß- und Brackwasser: Meeresbewohnende Populationen ziehen zur Reproduktion die Flüsse hinauf und kehren nach dem Laichgeschäft zurück ins Meer.

## Ökologische Besonderheit
Die Population im Hudson River wurde stark durch PCB-haltige Abwässer geschädigt. Die Chemikalien wurden zwischen 1947 und 1977 von General Electric in Fort Edward und Hudson Falls in das Gewässersystem eingeleitet. Arttypisch ist eine durchschnittliche Lebensdauer von bis zu sieben Jahren, mit einem hauptsächlichen Schwerpunkt in der Altersverteilung bei den drei- bis vierjährigen Exemplaren. 1983 waren allerdings 97 % der Exemplare der Hudson-River-Population maximal ein Jahr alt und nur 3 % der Fische erreichten ein Alter von zwei Jahren. Viele wiesen Tumore auf, die Lebern waren stark vergrößert und verfärbt.
Seitdem verändert sich die Alterspyramide aber wieder in Richtung einer arttypischen Verteilung. Als Ursache für die gesteigerte Resistenz gegenüber den Umweltgiften wird eine Genomveränderung vermutet. Bei der Hudson-River-Population wurde eine stark erhöhte Auftretenswahrscheinlichkeit einer Mutation – ein Verlust von sechs Basenpaaren im AHR2-Gen (AHR: aryl hydrocarbon receptor) – beobachtet: 99 % der untersuchten Tiere besaßen diese, wogegen sie nur bei 10 % einer Vergleichsgruppe aus nicht belasteten Biotopen auftrat. Das von AHR2 codierte Protein bindet an Moleküle wie PCB und Dioxine und transportiert sie in das Zell-Lumen, wo dann die Schadwirkung der Gifte eintritt. Die Mutation reduziert und erschwert diesen Transport. Hudson-River-Tomcod-Embryonen sind etwa hundertmal resistenter gegenüber diesen langlebigen organischen Schadstoffen als Vergleichsexemplare von Populationen aus nicht belasteten Gewässern.

## Nutzung als Speisefisch
Für die kommerzielle Fischerei ist Microgadus tomcod nicht besonders wichtig, die Art ist kein Objekt einer gezielten Nachstellung. Mögliche Fänge werden angelandet und vermarktet. Sportfischer stellen M. tomcod gerne nach. Im französischsprachigen Teil von Kanada, insbesondere in den Seeprovinzen, ist das Angeln in der Methode des Eisangelns eine beliebte Winterbeschäftigung. In Sainte-Anne-de-la-Pérade hat diese sog. pêche aux petits poissons des chenaux Volksfestcharakter; im Winter 2008/2009 wurden dabei über 130.000 Teilnehmer gezählt.